# Стопацоле-Боски Сант'Ана (Верона)
Стопацоле-Боски Сант'Ана је насеље у Италији у округу Верона, региону Венето.
Према процени из 2011. у насељу је живело 55 становника. Насеље се налази на надморској висини од 15 м.